# Дуглас Макартур
Ду́глас Макартур (інколи Мак-Артур; англ. Douglas MacArthur; 26 січня 1880, Літл-Рок, штат Арканзас — 5 квітня 1964, Вашингтон)  — американський воєначальник, генерал армії США (18 грудня 1944), командувач дивізії в Першу світову війну, головнокомандувач більшої частини союзних військ на Тихоокеанському театрі воєнних дій під час Другої світової війни і всіх збройних сил США під час війни в Кореї.

## Життєпис
Народився в сім'ї військового, пізніше — губернатора Філіппін генерала Макартура. Батько отримав медаль Честі за участь в Громадянській війні в США. З допомогою матері, яка відіграла чималу роль в його військовій кар'єрі, Дуглас отримав призначення у Військову академію в Вест-Пойнті, яку закінчив у 1903 році першим на курсі і став другим лейтенантом Інженерного корпусу.
Дуглас розпочав службу на Філіппінах, потім служив в Японії під керівництвом свого батька, тепер вже генерал-майора, і супроводжував його як спостерігач під час російсько-японської війни. Повернувшись в США в 1906 році, Макартур деякий час був військовим радником президента Теодора Рузвельта.
Серед відомих родичів - п'ятиюрідний кузен, проповідник Джон Фуллертон Мак-Артур.

## Перша світова війна
Отримавши звання капітана, Макартур брав участь в експедиції, яка окупувала Веракрус (Мексика) в 1914 році. В 1916 році Макартур поступив на службу у військове міністерство як глава Бюро інформації. Він проявив чудовий вплив на Н'ютона Бейкера, секретаря у військових справах, якому надав план з активізації Національної гвардії у випадку, якщо США будуть втягнутими в Першу світову війну.
Коли 6 квітня 1917 року США оголосили війну Німеччині, Макартур взяв участь у формуванні піхотної дивізії із підрозділів Національної гвардії різних штатів. Коли дивізія «Райдуга» відплила у Францію, полковник Макартур був начальником штабу. У вересні він командував однією із бригад цієї дивізії, а до кінця війни став наймолодшим на цій війні дивізійним командиром. Він відрізнявся великою сміливістю. Дуглас відмовився від стальної каски, не носив газової маски і, кажуть, водив солдатів в атаку, озброєний лише стеком. До кінця війни він отримав 4 Срібних Зірки за хоробрість і похвалу начальства: «Макартур у нас найкращий воєначальник».

## Міжвоєнний період
Макартур залишався в складі окупаційних військ до червня 1919 року, коли він отримав призначення начальника Вест-Пойнта. Йому тоді було 39 років, і він став наймолодшим в історії академії серед тих, хто займав цю посаду. Макартур модернізував програму і правила, які з тих пір зазнали мало змін. У 1922 році він залишив академію і знову став служити на Філіппінах, а в 1930 році отримав чин генерала і став начальником штабу армії у Вашингтоні. Незважаючи на труднощі, пов'язані з Великою депресією, Макартуру вдалося лобіювати суми для військово-повітряних і танкових військ. У 1932 році чинив розправу над учасниками походу безробітних ветеранів війни у Вашингтоні.
У жовтні 1935 року він знову вирушив на Філіппіни, як йому здавалося, для завершальної служби як військовий радник по організації армії у зв'язку із створенням там самостійної держави. 31 грудня 1937 року він пішов у відставку в чині маршала Філіппінської армії, залишившись як військовий радник.

## Друга світова війна
26 липня 1941 року у зв'язку з японською агресією Макартур знову був викликаний військовим міністерством для дійсної служби, став командувачем силами США на Далекому Сході і отримав інструкції по наданню допомоги Філіппінам, в підготовці до відбиття можливого нападу з боку Японії. Макартур не вірив у це і, навіть після бомбардування японцями Перл-Гарбора, не привів свої війська в бойову готовність. В результаті напад японців з повітря знищив велику частину його військового флоту, а їхнє вторгнення 22 грудня примусило американців і філіппінців відступити на півострів Баатан і укріплений острів Коррехідор.
Макартур нерідко стояв під обстрілом ворога, щоб підняти моральний дух своєї маленької армії, але у випадку з японським вторгненням це не могло принести користь. Неохоче підкоряється прямому наказу президента Макартур і його штаб 11 березня 1942 року на торпедоносці покинули Коррехідор. Прибувши до Австралії, Макартур отримав медаль Честі і вимовив знамениту фразу:
«Я зробив, що міг, але я ще повернуся».
Філіппіни трималися до травня, після чого капітулювали. Лише через два роки Макартур виконав свою обіцянку. Через суперництво між армією і флотом США Макартур ділив командування з адміралом Честером Німіцем, але вони зуміли домовитися і працювали злагоджено. Уміння Макартура координувати повітряні, морські і наземні операції і його здатність правильно вибирати час і місце для завдання удару, забезпечували успіх дій союзників. 20 жовтня 1944 року Макартур висадився в Лейті і сказав, що повернувся.

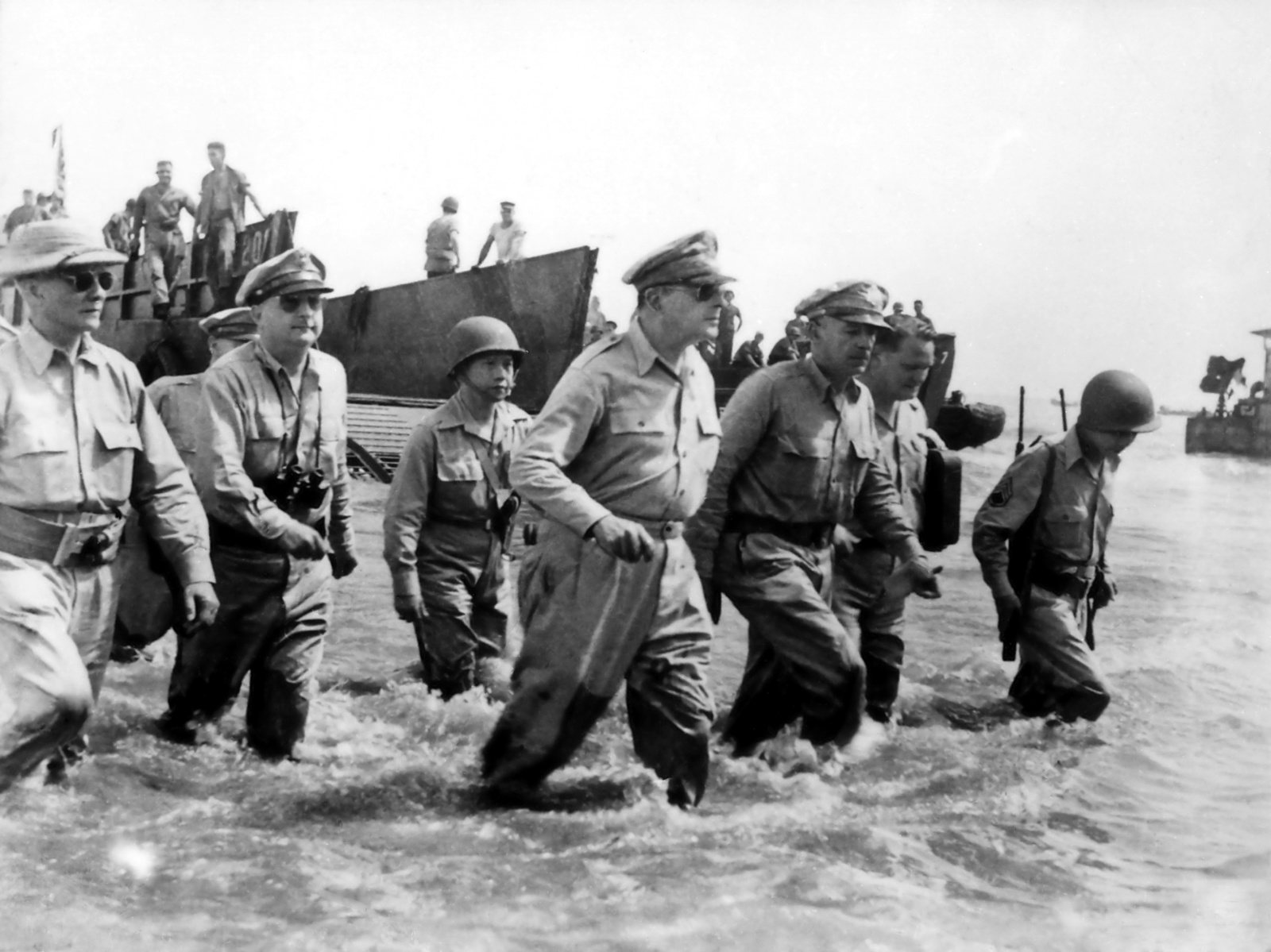
Генерал Дуглас Макартур повернувся на Філіппини, 1944

Розробляв плани вторгнення до Японії, які йому не вдалося здійснити через капітуляцію останньої після атомного бомбардування Хіросіми і Нагасакі.
2 вересня 1945 року в Токійській бухті, на борту лінкора «Міссурі» 65-річний Макартур прийняв капітуляцію Японії. Після закінчення війни він якийсь час залишався в Японії, готуючи цю країну до переходу до демократичної форми правління і надаючи допомогу в післявоєнному відновленні. Багато японців звертались з проханнями до генерала, який заслужив пошану своїх недавніх ворогів і прізвисько, — «некоронований імператор».

## Післявоєнний період
Макартур був призначений командувачем військами США на Далекому Сході і залишався на цій посаді доти, поки Північна Корея не організувала 25 червня 1950 року вторгнення на Південь. Хоч і цього разу Макартур не чекав такого розвитку подій, він зумів перекинути військові частини до Кореї, а з 8 липня став командувати всіма військами ООН. Американці змогли лише дещо уповільнити наступ північнокорейських військ, коли Макартур, не слухаючи нічиїх рад, 15 вересня зробив десантну атаку на Іньчхон. Ця операція увінчалася успіхом і привела до безладного відступу північнокорейських військ.
У жовтні союзники далеко вторглися в межі Північної Кореї і готові були оголосити про перемогу, але втрутився Китай. Китайці відтіснили сили ООН на Південь. Макартур виступив за блокаду китайського узбережжя, а також за бомбардування ряду об'єктів у Китаї, можливо із застосуванням атомної зброї. Він також пропонував перевезти з Формози (з Тайваню) на допомогу силам ООН війська націоналістичного Китаю. Але жодну з цих пропозицій не було підтримано урядом США, а коли Макартур висунув все це вже як вимоги, президент Трумен звільнив його з посади командувача 11 квітня 1951 року. Вперше з 1937 року Макартур повернувся в США. Його вітали десятки тисяч захоплених американців. У Конгресі США він виголосив промову, яку 30 разів публіка переривала оваціями.
У 1952 році почав діяльність у великому бізнесі, займаючи пост голови правлінь «Ремінгтон Ренд інкорпорейтд» (до 1955 року) і «Сперрі Ренд корпорейшн» (з 1955 року).
Конгрес США, надавши Макартуру рідкісну честь, запросив його виступити на сумісній сесії палат. Свою промову Макартур закінчив словами: 
«Старі солдати не вмирають, вони йдуть»
Помер 5 квітня 1964 року у віці 84 років.